# Killaloe
Killaloe, en irlandais Cill Dalua, est un village irlandais dans le comté de Clare, sur la rive droite du Shannon.

## Environnement naturel
Un système de piège est en vigueur sur le Shannon dans le cadre d'un programme de gestion de l'anguille à la suite de la découverte de la réduction des populations dans le fleuve. Ce programme est destiné à assurer la remontée en toute sécurité des jeunes anguilles entre l'estuaire du Shannon et le pont entre Killaloe et Ballina,.